# Sabelvial
Sabelvial (Lathyrus incurvus) är en ärtväxtart som först beskrevs av Albrecht Wilhelm Roth, och fick sitt nu gällande namn av Carl Ludwig von Willdenow. Enligt Catalogue of Life ingår Sabelvial i släktet vialer och familjen ärtväxter, men enligt Dyntaxa är tillhörigheten istället släktet vialer och familjen ärtväxter. Arten är reproducerande i Sverige. Inga underarter finns listade i Catalogue of Life.